# 왕숙
왕숙(王肅, 195년 ~ 256년)은 중국 삼국시대 위(魏)의 학자이자, 정치가이다. 작위는 난릉후. 자는 자옹(子雍). 본관은 동해군 담현이나, 회계(會稽:현재의 저장성)에서 출생하였다. 왕랑(王朗)의 아들이다. 그의 딸인 왕원희는 사마소(司馬昭)에게 시집가서 진(晋)의 무제 사마염(武帝 司馬炎)을 낳았다.

## 생애
아버지 왕랑이 회계태수를 지냈기에, 왕숙은 그 무렵에 아버지의 임지인 회계에서 태어났다.
왕숙은 관리로서 때때로 상소하여 시사(時事) · 제도(制度)에 대한 견해를 진술하고 정치활동을 행하였으며, 중령장군(中領將軍), 산기상시(散騎常侍-천자에 봉사하는 중요한 고문관)가 되었다. 황초 7년(226년), 조예가 즉위하면서 난릉후에 봉해졌다. 태화 4년(230년)에는 조진이 촉한을 치려는 것에 반대했다.

## 사상
당시 학계의 일부에는 양웅(楊雄)의 반신비주의(反神秘主義)를 계승하는 경향이 있었거니와 왕숙도 그 영향을 받아 18세에 송충에게서 《태현경(太玄經)》을 배우고 그 주석서를 지었다. 사상적으로는 가규(賈逵, 30-101), 마융(馬融, 79-166)의 현실주의적 해석을 좋아했고, 정현의 참위설에 의거한 논리주의적 통일해석을 피했다. 많은 경서에 주석하여 신비적인 색채를 실용적인 해석으로 바꾸어 놓았으며, 특히 정현의 예학체계(禮學體系)에 반대하여 《성증론》을 저술하였다. 다만 《공자가어(孔子家語)》를 위작하여 자신의 비판의 근거로 삼은 것은 도리어 정현의 학설의 강력하고 확고함을 증명한 것이 되었다. 이 정(鄭)·왕(王) 양 학의 논쟁은 6조(六朝)를 통하여 학술계에 있어 남북의 대립을 야기시켰다.

## 가족 관계

### 관련 인물
왕랑 (부), 왕원희(문명황후 왕씨) (딸), 왕개(아들)

## 같이 보기
- 삼국지 인물 목록
- 진수 (서진)
- 방현령
- 배송지

## 참고 문헌
- 이 문서에는 다음커뮤니케이션(현 카카오)에서 GFDL 또는 CC-SA 라이선스로 배포한 글로벌 세계대백과사전의 내용을 기초로 작성된 글이 포함되어 있습니다.